# Mathias von Gersdorff
Mathias von Gersdorff (* 1964 Santiago de Chile) je německý katolík, promovaný ekonom univerzity ve Frankfurtu nad Mohanem. Pochází ze starošlechtického rodu pánů z Gersdorffu. Vede německý úřad Společnosti pro ochranu Tradice, rodiny a majetku (Gesellschaft zum Schutz von Tradition, Familie und Privateigentum) a prezentuje se především jako novinář a taktéž jako aktivista v německém pro-life hnutí.   

## Životopis a aktivity
Gersdorff studoval národohospodářství v Heidelbergu a Bonnu a absolvoval je roku 1989 s titulem diplomovaného ekonoma-národohospodáře. Pracoval několik let jako bankéř v Londýně a ve Frankfurtu nad Mohanem. Kromě toho také vydává knihy a brožury a pravidelně publikuje ideové články církevně-politického obsahu, které publikuje převážně v pravicovém časopise Junge Freiheit nebo na internetovém portálu Kath.net.  Rovněž také píše blogy jako Charismatismus, Treff-Am-Kreuz, Abgeordneten-Check či FreieWelt.net.

### TFP a DVCK
Gersdorff je dlouholetý aktivní člen a od roku 2008 ředitel německé sekce Společnosti pro ochranu Tradice, rodiny a majetku (Gesellschaft zum Schutz von Tradition, Familie und Privateigentum – zkr. TFP), založené roku 1960 Brazilcem Plínio Corrêa de Oliveira jako asociace "bránící svět před komunismem a katolickou levicí [...] stavící se proti němu" a teologií osvobození v katolické církvi a – podle slov zakladatele – tak přichází sakrální, anti-rovnostářská a antiliberální křesťanská kultura, která se vyznačuje tím, že je "kontrarevoluční". TFP se vyznačuje podle liberálně smýšlejícího a pravicově zaměřeného  politického sociologa Karin Priester jako pravicově-extrémistická sekta; jiný je pak vlastní popis, kdy je popisováno jako "nadstranické sdružení", jak lze nalézt ze strany vedení Gersdorffovy TFP-Aktion nazvané "Apoštolát Srdce Ježíšova pro budoucnost rodiny".  Od roku 1993 je Mathias von Gersdorff koordinátorem přidružené Německé asociace pro křesťanskou kulturu (DVCK), kde vede Akci "Děti v bezpečí" (Kinder in Gefahr, zkr. KiG). Ta se v posledních letech projevila zejména antikampaní proti časopisu Bravo, a "SOS Leben". 

### Ochrana života a Bioetika
Mathias von Gersdorff je od roku 1990 činný v německém hnutí pro život, které podporuje jak publikováním článků a publikací, tak i účastí na některých akcích proti potratům, pornografii, "manželskému" soužití osob stejného pohlaví a blasfémii a proti genderové ideologii, která se snaží dle jeho slov zničit přirozenou lidskou pohlavnost a nahradit ji množstvím alternativních pohlaví, která budou nadále chápána již jen jako kulturní konstrukce.  Podílel se na vytvoření části "Pohádek pro život" a podpoře obvodu političky AfD Beatrix von Storchové a manželského páru Klause a Birgit Kelle sounáležících k allianci "Demo für alle" aktivní v boji proti vzdělávacímu plánu Bádenska-Württemberska pro rok 2015 a to mj. i jako řečník na demonstrativním shromáždění. Roku 2013 byl Gersdorff přizván jako řečník na Světový kongres rodin (WCF) pořádaném v Sydney, jež má podle křesťansko-fundamentalistického hnutí evangelikálů z USA, na základě posouzení Nadace Friedricha Eberta obdobné cíle rodinné a sociální politiky stejně jako je má zakladatel TFP z Latinské Ameriky sledovaný čistě z katolické strany pohledu.
V knize »Deutschland treibt sich ab« Mathias von Gersdorff je popsán z pohledu hnutí Antifa následujícím způsobem: "Především, šlechtic von Gersdorff, vedoucí akce KiG, se podílí ostrými formulacemi debat o potratech, PID, Genderovém mainstreamingu a sexuální výchově pro malé děti. Již tehdy byl autorem projektu Křesťanští demokraté pro Život, na federální valné hromadě DVCK jakožto účastník za Jungen Freiheit jakož i řečník extrémně pravicové Státní a ekonomické politické činnosti (Staats- und Wirtschaftspolitische Gesellschaft) e.V. na části programu Akce KiG  během protestů proti vzdělávacímu plánu 2015 v Bádensku-Württembersku."   

### Vnitrocírkevní aktivity
Pravidelně von Gersdorff komentuje převážně problematiku vnitrocírkevních debat o manželství, rodině a morálce umístěných do kontextu římských synod o rodině pořádaných v letech 2014 a 2015, ve kterých se staví proti liberálním tendencím v některých katolických kruzích a episkopátu. Ostře kritizuje také Německou biskupskou konferencí doporučené reformy církevního práva v roce 2015.  U těchto témat je často citován i v přátelských mezinárodních médiích jako je např.  "prominentní německý Kirchenbeobachter", který s ním kromě citování vede i interview. Gersdorff se stal navíc i spolupořadatelem jednoho z podnětů TFP kruhů, kterým byla online petice papeži (Velectěnému, oddanému vyznavači Jeho svatosti papeži Františkovi o budoucnosti rodiny). Ta dle jeho slov vznikla jako reakce na pokus levicově orientovaného katolicismu (tedy organizací jako My jsme Církev, levicové teology, liberálních biskupů) o ořezání (broušení) katolického učení. Že je toto nebezpečí navýsost aktuální potvrdilo velké množství petentů mezi nimiž bylo také více než 120 biskupů a kardinálů z celého světa. Papež zde byl mj. vyzván, aby jasně odsoudil "připuštění rozvedených a znovusezdaných katolíků ke svatému přijímání" a stejně tak i ty, kteří žijí v jakékoliv formě homosexuálních partnerství.
V roce 2015 dostal za své biografické dílo o Plinio Correa de Oliveira, vydaném v nakladatelství Verlag der Mariawald Abbey, ocenění od různých katolických ordinářů (mezi nimi kardinálové Raymond Burke, Walter Brandmüller a Paul Josef Cordes, arcibiskup Wolfgang Haas, pomocný biskup Athanasius Schneider a teolog Georg May).

## Dílo (výběr)
- Die sexuelle Revolution erreicht die Kinder. DVCK, Frankfurt nad Mohanem 2005. 138 s. ISBN 978-83-88739-26-2
- Christenhass im Visier. Christophobie, Religionskampf und Blasphemie in den Medien. DVCK, Frankfurt nad Mohanem 2010. 150 s.
- Der Kampf ums Leben. Aktion „SOS-Leben“ der DVCK, Frankfurt nad Mohanem 2012. 156 s.[28]
- Alarm um die Kinder. Aktion „Kinder in Gefahr“ der DVCK, Frankfurt nad Mohanem 2013. 129 s.
- Plinio Corrêa de Oliveira und die Gegenrevolution. In: Daniel Führing (Hrsg.): Gegen die Krise der Zeit: Konservative Denker im Portrait. Graz 2013, ISBN 978-3-902732-21-7.
- Intoleranz gegen Christen in Europa. In: Gerhard Stumpf (Hrsg.): Die katholische Kirche auf dem Weg durch die Zeit. Landsberg am Lech 2014, ISBN 978-3-9814138-2-3.
- Als Hrsg.: Ehe und Familie im Sperrfeuer revolutionärer Angriffe. Mit Beiträgen von: Plinio Corrêa de Oliveira, Murillo Galliez, Felizitas Küble und Christa Meves. DVCK, Frankfurt nad Mohanem 2014. 163 s.
- Begegnung mit Plinio Corrêa de Oliveira: Katholischer Streiter in stürmischer Zeit. Patrimonium Verlag, Heimbach 2015. ISBN 978-3-86417-033-1 (biografie zakladatele TFP).
- Gender: Was steckt dahinter? Media Maria, Illertissen 2015. ISBN 978-3-945401-14-9